# Fedde ten Berge
Fedde ten Berge (1983) is een Nederlands geluidskunstenaar, instrumentbouwer, componist en podiumkunstenaar.

## Opleiding en werk
Ten Berge volgde de opleiding Art & Technology aan de Hogeschool voor de Kunsten Utrecht. In 2009 behaalde hij een Master of Music aan het Koninklijk Conservatorium in Den Haag, waar hij aan het Instituut voor Sonologie elektronische muziekcompositie studeerde bij Kees Tazelaar. Van 2017 tot 2021 werkte hij als artistiek coördinator voor het voormalige instituut voor elektronische kunsten STEIM in Amsterdam.
Ten Berge ontwikkelde zijn eigen muziekidioom aan de hand van de door hem ontwikkelde technologische muziekinstrumenten. Daarnaast ontwikkelde hij interactieve installaties waarbij de toeschouwer grote mate van eigen verantwoordelijkheid heeft bij de ervaring ervan.
Binnen het theatercollectief &de Carvalho voorziet hij theatervoorstellingen van interactieve geluidskunst, live geluidsontwerp en muziek.
Ten Berge geeft in het kader van een educatief project, dat hij ontwikkelde in samenwerking met Kunst Centraal in Utrecht, jaarlijks gastlessen 'geluidenjagen' op basisscholen.

## Prijs
In 2022 ontving hij de Victoriefonds Cultuurprijs voor zijn podiumkunsten.